# ГАЕС Черні Ваг
ГАЕС Черні Ваг — одна з гідроакумулюючих електростанцій Словаччини, споруджена на півночі країни у Жилінському краї, на схід від Ліптовський Мікулаш.
Для Словаччини, енергосистема якої включає атомні електростанції, важлива наявність регулюючих потужностей. Таку функцію може виконувати ГАЕС Черні Ваг, будівництво якої відбувалось у 1976—1983 роках.
Як нижній резервуар використовується створене за допомогою греблі довжиною 375 метрів водосховище на річці Черні Ваг з об'ємом 5,1 млн м3, в тому числі 3,7 млн м3 придатні для використання в роботі ГАЕС. Коливання рівня води при цьому становить 7,45 метрів (відмітки 726—737,45 над рівнем моря).
Верхнім резервуаром є штучна водойма із об'ємом 3,7 млн м3, створена на водрозділі між долинами річок Б'єлі та Черні Ваг (злиттям яких утворюється власне Ваг). Вона заповнюється дещо менше ніж за 8 годин та дозволяє запасти води для роботи протягом 5,7 години. Коливання рівня у верхньому резервуарі становить до 25 метрів.
Від верхнього резервуару до машинного залу ведуть три водоводи, споруджені у підземному виконанні з діаметром 3,8 метра. Приміщення електростанції суміщене з дамбою нижнього водосховища, а шість оборотних гідроагрегатів згруповані попарно. Первісно їхню потужність визначили на рівні 111,6 МВт, проте у 1985 році після тестових випробувань підвищили до 122,4 МВт. Окрім насосного й турбінного режиму, агрегати можуть працювати в компенсаторному.
Видача електроенергії відбувається на підстанцію 400 кВ Ліптовська Мара.